# توران شادپور
توران شادپور (زاده ۲۸ اسفند ۱۳۳۰ خورشیدی در میانه و درگذشته ۲۸ اردیبهشت ۱۳۸۶) ورزشکار دو و میدانی اهل ایران است. وی رکورددار رشته‌های پرش طول، دوی ۱۰۰ متر، ۲۰۰ متر و ۴۰۰ متر در ایران بوده است. 
وی موفق شد در آبان ماه ۱۳۵۲ با ثبت رکورد ۵.۵۱ متر، برای نخستین بار صاحب رکورد پرش طول زنان ایران شود. وی در مسابقات انتخابی مسابقات قهرمانی آسیا سئول ۱۹۷۷ در اردیبهشت ۱۳۵۶، رکورد جاودانه ۶.۱۴ سانتی‌متر پرش طول را در ورزشگاه آزادی تهران برپا ساخت که برای حداقل ۳۸ سال بهترین رکورد در ایران بوده است.
در جریان ۳۵مین دوره مسابقات دو و میدانی قهرمانی ایران در مرداد ماه ۱۳۵۶، توران در چهار ماده پرش طول، ۱۰۰، ۲۰۰ و ۴۰۰ متر به قهرمانی ایران رسید. وی با ثبت رکوردهای ۱۰۰ و ۲۰۰ متر، رکورد های زهرا حسینی را پاک نمود تا نخستین ورزشکاری  باشد که صاحب سه رکورد همزمان (به همراه رکورد پرش طول) دو و میدانی در ایران باشد. رکوردهای ۱۰۰، ۲۰۰ و ۴۰۰ متر وی در سال ۱۳۸۶ توسط مریم طوسی شکسته شد.
وی پس از پایان دوران ورزشی، نایب رئیس فدراسیون دو و میدانی در امور بانوان شد و در سال ۱۳۸۶ سن ۵۶ سالگی به دلیل سرطان در گذشت.
شکستن رکورد پرش طول وی با ۶.۱۴ تبدیل به یه حسرت برای پرندگان طول شده بود که در نهایت در سال ۱۳۹۹ در مسابقه جایزه بزرگ پس از ۴۳ سال توسط ریحانه مبینی با ۶.۱۷ شکسته شد و وی سال بعد نیز توانست این رکورد را به ۶.۴۰ برساند 